# Radochna
Radochna – zdrobniała forma żeńska od imion żeńskich złożonych z pierwszym członem Rado- (Radomira, Radosława). W źródłach polskich poświadczone od XIII wieku (1265 rok).
Według danych ze stycznia 2024 w rejestrze PESEL, wśród publicznie dostępnych danych dotyczących osób żyjących, wykazano 28 kobiet.
Radochna imieniny obchodzi 8 września.